# Tales of the World: Narikiri Dungeon 2
Tales of the World: Narikiri Dungeon 2 (テイルズ オブ ザ ワールド なりきりダンジョン2?, Teiruzu obu za Wārudo: Narikiri Danjon 2) è un videogioco spin-off della serie di videogiochi Tales of della Namco.
Il gioco è stato pubblicato esclusivamente in Giappone per Game Boy Advance nell'ottobre 2002. Il genere caratteristico di Tales of the World: Narikiri Dungeon 2 è denominato Cosplay RPG (コスプレRPG?, Kosupure RPG). Benché sia il sequel di Tales of Phantasia: Narikiri Dungeon, è il primo gioco della serie ad utilizzare personaggi presenti in vari precedenti titoli della serie.